# Genève Natation 1885 (pallanuoto maschile)
La Genève Natation è una squadra di pallanuoto con sede a Ginevra in Svizzera.

## Storia
Il club fu fondato nel 1885. Nel 1928/29 conquistò il primo titolo nazionale.
Dal 2000 è attiva anche la sezione femminile col nome di Sirènes.
Il club ha giocato sino al 1966 al Bains des Pâquis, successivamente si è spostato alla Piscine municipale des Vernets.

### Cronologia denominazioni
- 1885-1910: Stade Helvetique
- 1910-1938: Cercle des Nageurs
- 1938-1947: Club des Nageurs de Genève (a seguito di fusione col Club Genèvois de Natation)
- 1947-1966: Polo-Club-Genève
- 1966-oggi: Genève Natation

## Palmarès
- Campionato svizzero: 14[3]

1928, 1932, 1933, 1934, 1935, 1938, 1941, 1942, 1947, 1966, 1967, 1968, 1969, 1974

## Rosa
| N° |                     | Ruolo | Giocatore         |
| -- | ------------------- | ----- | ----------------- |
|    | Croazia (bandiera)  | P     | Kresimir Rajic    |
|    | Svizzera (bandiera) | D     | Dimitri Fedotov   |
|    | Svizzera (bandiera) | CV    | Orfeas Malaspinas |
|    | Svizzera (bandiera) | A     | Adrien Barlocher  |
|    | Svizzera (bandiera) | A     | Danilo Dulic      |
|    | Svizzera (bandiera) | A     | Bertrand Gollut   |

| N° |                           | Ruolo | Giocatore      |
| -- | ------------------------- | ----- | -------------- |
|    | non conosciuta (bandiera) | A     | Sem De Wit     |
|    | Svizzera (bandiera)       | A     | Samuel Haldi   |
|    | non conosciuta (bandiera) |       | Xavier Barros  |
|    | non conosciuta (bandiera) |       | Damien Nordet  |
|    | non conosciuta (bandiera) |       | Marc Ritschard |
|    | Svizzera (bandiera)       |       | Lionel Torche  |